# Slikovni međuspremnik
Slikovni međuspremnik je izlazni video uređaj koji pohranjuje podatke koji sačinjavaju sliku spremnu za prikaz na prikaznom uređaju. Podatci u slikovnom međuspremniku su obično vektori nekog modela boja logički pohranjenih u obliku pixela (najmanjih prikaznih jedinica).